# 仙南温泉軌道
仙南温泉軌道（せんなんおんせんきどう）は、かつて宮城県柴田郡大河原町と同県刈田郡宮村（現・蔵王町）の遠刈田温泉を結んでいた軽便鉄道およびその運営会社である。その社名から察することも可能なように、遠刈田や青根と言った温泉地、一般にも登山が解禁され始めた蔵王連峰など、沿線の観光地へと向かう旅客を強く意識した経営がなされた。
始め城南軌道として創始され、紆余曲折の後、自社とほぼ同じ路線敷設計画を持っていた仙南軌道を買収。当初の予定通りの軌道線を完成させるに至った。しかし勾配区間における列車の鈍足さを克服できなかったことなどから、特に全線開通後はバスとの競争に苦しみ、僅か20年ほどで早々に廃線へと追い込まれた。
その後は一時バス専業の会社となるも、秋保電気鉄道との合併によって再び鉄道経営を行う立場となる。しかし、程なくこれも廃止となり、最終的には再びバス専業の会社として、宮城交通発足の際にはその母体の一つとなった。

## 路線データ
廃止時点
- 路線距離（営業キロ）：26.6km
- 軌間：762mm
- 駅数：10駅（起終点駅含む）
- 複線区間：なし（全線単線）
- 電化区間：なし
- 動力：蒸気・内燃

## 歴史

### 黎明期
後に当軌道の終着地点となる遠刈田温泉は、江戸時代の間こそ目立たない存在だったものの、明治期に入ると次第に観光地として発展を見せるようになった。そのため1887年（明治20年）に日本鉄道線（後の省線。現在のJR東北本線）が開通すると、それから間もない1891年（明治24年）頃には、駅が設置された町まで人力車、馬車を使った送迎が行われ始めたが、しかしその当時はまだ温泉へと至る道は未整備で、本格的な旅客輸送方法が登場することへの期待は少しずつ高まりつつあった。
こうした状況を受けて、また現在の川崎町青根地区に産出していた鉄鉱石の輸送も目的として、1900年（明治33年）に「柴田鉄道」が設立された。この会社は最初、日本鉄道線大河原駅を起点とし、現在の大河原町金ヶ瀬地区、蔵王町宮地区、永野地区、遠刈田地区を経て川崎町青根地区まで馬車鉄道を敷設。最終的には内燃化ののち路線の電化までをも計画するなど、非常に意欲的な企図を持っていた。しかしその構想は資金難のため、あえなく終わらざるを得なかった。
1904年（明治37年）、川崎町青根地区において本格的なマンガン鉄などの鉱脈が発見されたことから、「日本製鉄」（八幡製鐵所などを運営した日本製鐵とは無関係。別名を青根鉄山）が発足。1906年（明治39年）には遠刈田地区へ製鉄所を建設すると共に、当時の製鉄業界の中心地であった九州北部へも搬出できるよう、鉱石運搬用の馬車鉄道を敷設するむね申請を行った。
この馬車鉄道は、青根地区の採掘場から遠刈田地区の製鉄所を経由、現在の蔵王町永野地区、大河原町堤地区を経て大河原駅へと至る計画とされたが、急傾斜地への対応や路線ルートから外された地域より反対を受けたことなどが問題となり、結局、遠刈田 - 永野間が先行して開業する運びとなった。
1907年（明治40年）には、永野駅より先のルートを蔵王町宮地区を経て省線白石駅に変更しようとする誘致運動が起き、話し合いのため建設工事が一時中断されるが、この事態に危機感を募らせた大河原町が工事労働者の手配などを約束したため、路線の敷設は予定通りに行われることとなった。翌1908年（明治41年）には予定を一部変更し、青根 - 遠刈田間を貨物用索道として開通させている。
こうして様々な困難を克服しながら徐々に軌道は敷設されて行ったが、しかしその建設母体である日本製鉄が不況などを原因とし、1910年（明治43年）ごろに解散を決めてしまう。このため馬車鉄道の計画そのものが立ち消えとならざるを得ない事態となったが、ただ会社そのものは東京資本であったものの地元の富裕層からも投資を受けていたため、高炉などは遠方に移設された一方、遠刈田 - 永野間の既開業線については「仙南軌道」として地元資本に引き継がれることとなった。

### 二社並存期
仙南軌道の経営は、主に現在の蔵王町や福島県在住の資産家が中心となって行われた。懸案となっていた永野駅以遠の路線ルートについては、旧日本製鉄時代の予定を変更。永野駅から現在の蔵王町永野地区、宮地区、白石市白川地区を通り、省線北白川駅へと至るものとした。しかし程なくして現在の大河原町、村田町在住の資産家が中心となり、「城南軌道」が発足した。この会社は省線大河原駅から、現在の村田町中心部を経由し、蔵王町平沢地区から、永野地区・駅へと至る路線ルートを想定していた。この計画は仙南軌道と同様、遠刈田温泉と省線の駅とを結ぶことをその目的としており、そのため両社の路線計画は完全に重複することとなった。この"競願"という事態に認可を行う立場の宮城県は苦慮し、そののち約2年もの時間が調停のために費やれることとなった。結局、当時の郡長の奔走によって調停は成立。仙南軌道が遠刈田 - 永野間を、城南軌道が永野 - 大河原間をそれぞれ開業させることとし、1915年（大正4年）に再申請を行って両社とも開業に漕ぎ着ける運びとなった。
しかし請願を行った両社ともに、会社の設立から長く続いた紆余曲折がその経営に影を落とす結果となった。
仙南軌道は他の近代的な交通網から孤立して存在することとなり、馬車や自動車による連絡こそあったもののその業績は伸び悩まざるを得なかった。また永野駅以遠の路線計画が凍結となったことで事態を根本的に解決する望みも絶たれ、会社の発起人と社長が共に持ち株を城南軌道に売却して引退する羽目となった。
城南軌道は開業の実現を危ぶむ声が出資者の間で高まり、資本金の返還を求められてやむなく減資を行わざるを得ない事態となったうえ、この騒動の影響で開業予定がさらに遅れることとなった。
これら事情のために両社の間ではかなり早い時期から合併の機運が高まっていたが、1920年（大正9年）、ついに城南軌道が仙南軌道を吸収すると言う形で両社の合併が行われるに至った。
そして翌年の1921年（大正10年）に、社名を「仙南温泉軌道」と改称。さらに1922年（大正11年）には永野駅 - 村田駅間のレールが繋がったことで、最初の柴田鉄道の計画から約20年をかけ、ようやく目的が達成されることとなった。

### 年表
- 1906年（明治39年） 日本製鉄により遠刈田 - 永野間が鉱石運搬専用線として開業
- 1911年（明治44年）12月 仙南軌道が開業申請
- 1912年（明治45年）2月 城南軌道が開業申請
- 1915年（大正4年）
  - 3月16日 仙南軌道に遠刈田 - 永野、城南軌道に永野 - 大河原間の開業認可[4]
  - 10月 仙南軌道設立[5]
- 1916年（大正5年）1月 城南軌道株式会社設立[6]
- 1917年（大正6年）8月30日 仙南軌道の遠刈田 - 永野間が開通[7]
- 1918年（大正7年）3月8日 城南軌道の大河原 - 村田間が開通[8]
  - 3月13日 城南軌道の蒸気機関車による煤煙が原因となり、大河原、船岡両町で307戸を焼失する大火となる
- 1919年（大正8年）9月 城南軌道が省線大河原駅まで路線を延長
- 1920年（大正9年）2月27日 城南軌道が仙南軌道を吸収合併
- 1921年（大正10年）9月16日 仙南温泉軌道に改称（届出）[9]
- 1922年（大正11年）11月22日 村田 - 永野間開通。これにより大河原 - 遠刈田間全線開通
- 1923年（大正12年）2月 鉄道連帯運輸認可。同年6月1日 大河原 - 遠刈田間全線の営業開始[10][11]
- 1929年（昭和4年）8月19日 ガソリン動力併用の認可を得。松井車輌製木造ボギー気動車1両を導入
- 1931年（昭和6年）9月12日 大河原自動車を吸収合併
- 1933年（昭和8年）4年前に導入した気動車が急曲・急勾配に適応できなかったため、廃車扱いにした上で仙台鉄道に売却
- 1934年（昭和9年）2月13日 島津自動車を吸収合併
- 1937年（昭和12年）2月 レールの一部を撤去し始める
- 1937年（昭和12年）7月1日 全線廃止[12]、バス専業となる[13]
  - 8月25日 社名を仙南温泉自動車に改称[14]
- 1939年（昭和14年）5月18日 仙南自動車を吸収合併
- 1941年（昭和16年）3月29日 赤井田自動車を吸収合併
- 1943年（昭和18年）4月1日 刈田自動車、昭和自動車商会と合併、仙南交通自動車に改称
- 1959年（昭和34年）7月3日 秋保電気鉄道と合併、仙南交通設立
- 1961年（昭和36年）5月7日 秋保線廃止
- 1970年（昭和45年）10月1日 宮城バス、宮城中央バスと合併、宮城交通（初代）発足

## 駅一覧
初期の停車場
遠刈田 - 永野
1937年頃
大河原（おおがわら）停留場 - 中央停留所 - 沼辺（ぬまべ）停留所（交換施設あり） - 小泉（こいずみ）停留所 - 村田（むらた）停車場 - 平沢（ひらさわ）停車場 - 円田（えんだ）停車場 - 永野（ながの）停車場 - 疣岩（いぼいわ）停留所（交換施設あり） - 遠刈田（とおがった）停車場

## 輸送・収支実績

### 仙南軌道
| 年度 | 輸送人員（人） | 貨物量（トン） | 営業収入（円） | 営業費（円） | 営業益金（円） | その他益金（円）  | その他損金（円） | 支払利子（円） |
| ---- | -------------- | -------------- | -------------- | ------------ | -------------- | ----------------- | ---------------- | -------------- |
| 1917 | 15,709         | 420            | 3,608          | 4,908        | ▲ 1,300        |                   |                  |                |
| 1918 | 32,870         | 791            | 9,464          | 14,570       | ▲ 5,106        |                   |                  |                |
| 1919 | 37,044         | 452            | 11,968         | 13,280       | ▲ 1,312        | 補助及寄付金1,500 |                  | 1,886          |
| 1920 | 15,650         | 351            | 14,045         | 21,420       | ▲ 7,375        |                   |                  |                |

### 城南軌道
| 年度 | 輸送人員（人） | 貨物量（トン） | 営業収入（円） | 営業費（円） | 営業益金（円） | その他益金（円） | その他損金（円） | 支払利子（円） |
| ---- | -------------- | -------------- | -------------- | ------------ | -------------- | ---------------- | ---------------- | -------------- |
| 1918 | 43,940         | 3,491          | 13,388         | 19,361       | ▲ 5,973        |                  |                  |                |
| 1919 | 53,900         | 3,285          | 20,154         | 26,522       | ▲ 6,368        |                  |                  | 1,117          |
| 1920 | 58,449         | 4,159          | 27,102         | 30,763       | ▲ 3,661        |                  |                  |                |

### 仙南温泉軌道
| 年度 | 輸送人員（人） | 貨物量（トン） | 営業収入（円） | 営業費（円） | 営業益金（円） | その他益金（円）             | その他損金（円）  | 支払利子（円） |
| ---- | -------------- | -------------- | -------------- | ------------ | -------------- | ---------------------------- | ----------------- | -------------- |
| 1921 | 120,263        | 8,000          | 35,724         | 28,023       | 7,701          |                              |                   |                |
| 1922 | 127,822        | 15,000         | 92,702         | 82,917       | 9,785          |                              |                   |                |
| 1923 | 127,047        | 13,000         | 90,956         | 83,389       | 7,567          |                              | 償却金2,500       | 4,852          |
| 1924 | 121,289        | 8,000          | 75,831         | 56,917       | 18,914         |                              |                   | 23,994         |
| 1925 | 114,154        | 5,663          | 69,263         | 76,005       | ▲ 6,742        |                              |                   |                |
| 1926 | 104,911        | 7,494          | 73,108         | 52,807       | 20,301         |                              | 償却金2,000       | 19,425         |
| 1927 | 106,421        | 7,525          | 72,605         | 55,987       | 16,618         |                              | 雑損200           | 22,487         |
| 1928 | 111,459        | 7,687          | 58,824         | 48,182       | 10,642         |                              |                   | 13,892         |
| 1929 | 97,047         | 12,205         | 55,458         | 41,359       | 14,099         |                              | 償却金16,851      | 12,814         |
| 1930 | 96,603         | 6,418          | 41,720         | 31,879       | 9,841          |                              |                   | 13,150         |
| 1931 | 67,525         | 6,240          | 34,229         | 27,428       | 6,801          | 自動車5,521                  | 雑損1,803         | 13,923         |
| 1932 | 65,556         | 5,070          | 25,490         | 25,093       | 397            | 自動車11,396                 | 償却金及雑損3,162 | 8,700          |
| 1933 | 81,977         | 4,497          | 28,907         | 30,541       | ▲ 1,634        | 自動車15,239債務免除益70,000 | 償却金雑損78,741  | 8,564          |
| 1934 | 93,397         | 4,020          | 27,037         | 27,134       | ▲ 97           | 自動車8,538                  |                   | 8,144          |
| 1935 | 90,432         | 4,125          | 26,560         | 28,331       | ▲ 1,771        | 自動車10,059                 |                   | 7,878          |
| 1936 | 81,399         | 2,857          | 24,987         | 26,946       | ▲ 1,959        | 自動車10,199                 |                   | 8,525          |
| 1937 | 43,838         | 1,135          | 11,749         | 15,759       | ▲ 4,010        | 自動車7,475                  |                   | 3,858          |

- 鉄道院鉄道統計資料、鉄道省鉄道統計資料、鉄道統計資料、鉄道統計各年度版

## 車両

### 車両数の変遷
| 年度             | 機関車 | 機関車 | 動車     | 客車 | 客車 | 貨車 | 貨車 | 貨車 | 貨車 | 合計 | 備考 |
| 年度             | 蒸気   | 蒸気   | ガソリン |      |      | 有蓋 | 有蓋 | 無蓋 | 無蓋 | 合計 | 備考 |
| 年度             | 仙南   | 城南   |          | 仙南 | 城南 | 仙南 | 城南 | 仙南 | 城南 | 合計 | 備考 |
| ---------------- | ------ | ------ | -------- | ---- | ---- | ---- | ---- | ---- | ---- | ---- | ---- |
| 1917（大正6）年  | 1      |        |          | 2    |      |      |      | 2    |      | 5    |      |
| 1918（大正7）年  | 2      | 2      |          | 2    | 2    |      | 2    | 2    | 6    | 18   |      |
| 1919（大正8）年  | 1      | 3      |          | 2    | 2    |      | 2    | 2    | 6    | 18   |      |
| 1920（大正9）年  | 1      | 2      |          | 11   | 2    |      | 2    | 2    | 6    | 26   |      |
| 1921（大正10）年 | 6      | 6      |          | 4    | 4    | 3    | 3    | 11   | 11   | 24   |      |
| 1922（大正11）年 | 4      | 4      |          | 8    | 8    | 3    | 3    | 9    | 9    | 24   |      |
| 1923（大正12）年 | 5      | 5      |          | 7    | 7    | 5    | 5    | 16   | 16   | 33   |      |
| 1925（大正14）年 | 5      | 5      |          | 7    | 7    | 5    | 5    | 20   | 20   | 37   |      |
| 1927（昭和2）年  | 5      | 5      |          | 7    | 7    | 5    | 5    | 22   | 22   | 39   |      |
| 1929（昭和4）年  | 5      | 5      | 1        | 7    | 7    | 5    | 5    | 22   | 22   | 40   |      |
| 1933（昭和8）年  | 5      | 5      |          | 7    | 7    | 5    | 5    | 22   | 22   | 39   |      |
| 1936（昭和11）年 | 5      | 5      |          | 7    | 7    | 5    | 5    | 22   | 22   | 39   |      |

- 鉄道院鉄道統計資料、鉄道省鉄道統計資料、鉄道統計資料より

## 当時の逸話
- 当軌道には軽便鉄道としてはかなりの急勾配となる区間が複数あり、その克服については常に苦心が付きまとった。特に遠刈田 - 永野駅間は連続して33‰勾配が続くなどしていたが、これは現在のJR東日本において最急勾配となる、奥羽本線の板谷峠越えに匹敵する急傾斜である。そのため遠刈田駅から永野駅へと傾斜を下る際には約15分ほど、逆に永野駅から遠刈田駅へと勾配を登る際にはで約2時間ほどと、同じ区間を走行するにおいて非常に極端な時間の差が見られることもあった（時刻表の上では、永野行きが約35分ほど、遠刈田行きが平均で約45分ほどに設定されていた）。
- 疣岩駅は当初、遠刈田駅と永野駅の間にある急勾配区間への対策施設として作られた。付近は渓谷状を成しており沿線において最も人家の少ない地域に位置することから、旅客扱いなどについては他の駅と違う状態であった可能性がある。しかしその詳細については不明である。
- 仙南軌道の時代から、永野駅には現在の白石市や角田市と軽便線とを結ぶバスが頻繁に発着し、一種のターミナル駅としても栄えていた。しかし並行する県道が整備されると、各地と永野駅を結んでいたバスは遠刈田温泉まで直接乗り入れるようになってしまい、そのことによって軌道線のみならず駅周辺までもが衰退していった。
- 現在の永野地区には駅内（えきない）の地名があるが、これはこの地区が笹谷街道の宿駅であったことから起こったものである。当軌道の永野駅は、初期にはこの地名の場所から西方に、後には東方300mほど離れた別の場所に置かれていた。
- 当時の蔵王町円田地区は良質な珪藻土の産出地として知られており、主に当軌道の平沢駅から長期間に渡って出荷された。最盛期には2t貨車で10両分もの荷を毎日のように積み出すなどその取扱量は大きく、後半年は赤字に苦しみ続けた当軌道にとって、その輸送料は非常に貴重な収入源となった。
- 大河原 - 村田間の路線は周囲に田畑のある場所が多かった。城南軌道の頃には後の時代よりも小型の機関車を使っていたため、走行中に蒸気機関用の水が足りなくなることが多く、その度に周囲の田畑から水を掬って使っていた。また機関車には、その時に使うためのバケツや空き灯油缶が常に結わえられていた。
- 当軌道はその前身であった仙南軌道の予定に基づき、永野駅と省線北白川駅とを結ぶ支線の計画も持っていた。また当軌道とは別に、永野駅と当時この地方の中心地であった白石町（現在の白石市）との連絡を目指し、「白石軌道」と言う会社を立ち上げようとする計画も存在した。しかしこれらは何れも資金集めなどに具体性が乏しく、すべて企画のみで実現しなかった。
- 当路線は最初、鉱山鉄道として遠刈田駅を中心に建設された背景を持つ。そのため当時の様子を描写する資料にはしばしば、遠刈田行きを上り、大河原行きを下り、とする書き方が見られる。統合の以前、以後を問わず、路線の起点駅がどこに設定されていたのか正確には不明である。

## 廃止後の状況
- 当時の遠刈田駅所在地は現在「ホテルさんさ亭」の駐車場となっており、既に遺構と言えるものは軌道跡とされる道路、空き地を敷地の周辺に見るほかはない。しかし同ホテルの大浴場入り口にはかつての写真などが飾られ、また街中とホテル敷地を繋ぐ道筋には僅かに駅前通りの構えが残り、それらによって若干ながら往時を偲ぶことが可能となっている。
- 当社の遠い後身にあたるミヤコーバスが、表蔵王案内所と呼ばれる営業所を遠刈田の集落西辺に設置し、こちらも付近の住民からは親しみを込めて遠刈田駅と呼ばれていた。現在では破却されて更地となっているが、当軌道の駅とは全く違う場所に立てられていた。
- 当路線が廃止されたのち、幾つかの駅はバスの停留所としてしばらく利用され、その後、円田駅、平沢駅、村田駅などの跡地は何れも農協関係の施設となった。後代に場所の移動があったことなども考慮しなければならないが、現在でも軌道跡を確認する際の目安とすることができる。
- 平沢地区の駐在所、斜め向かいのある民家敷地内には、当時の平沢駅のプラットホームが一部残存している。これは仙南温泉軌道に関する遺構の中で、現在唯一確認されているものである。
- 蔵王町塩沢地区の県道岩沼蔵王線南側に沿って残る切通しは平沢－永野駅間の当時の軌道跡である。

## 接続路線
事業者名等は廃止時点のもの
- 大河原駅：鉄道省東北本線